# Pato-de-crista-da-coreia
O pato-de-crista-da-coreia (Tadorna cristata) é uma ave da família Anatidae em estado crítico de conservação, que vive ou vivia na península da Coreia e extremo leste da Rússia.
Estima-se que hoje esteja extinta, tendo sido avistada cientificamente pela última vez nas proximidades de Vladivostok em 1964. Seu desaparecimento deve-se à extensiva caça, pelo valor estético de suas plumas.